# 斯旺威克 (密蘇里州)
斯旺威克（英語：Swanwick）是位於美國密蘇里州雷縣的非建制地區。

## 歷史
斯旺威克的郵局於1872年設立，其後於1902年停運。

## 地理
斯旺威克所處的海拔為高於海平面238米（即781英呎），而該地所採用的時區為UTC-6，即北美中部時區（CST）。同時該地設有夏令時間，為UTC-6調快一小時，即UTC-5（CDT）。